# Pavlo M'jahkov
Pavlo Serhijovyč M'jahkov (in ucraino Павло Сергійович М`ягков?; Melitopol', 30 dicembre 1992) è un ex calciatore ucraino, di ruolo difensore.

## Carriera

### Club
Ha giocato nella massima serie dei campionati ucraino e bielorusso.